# سقوط مزار شریف
سقوط مزار شریف در نوامبر ۲۰۰۱ در حین اولین حمله بزرگ در جنگ افغانستان پس از مداخله آمریکا رخ داد. نیروهای طالبان که مزار شریف را از سال ۱۹۹۸ در دست گرفته بودند، پس از بمباران هوایی شهر توسط نیروهای ویژه ارتش آمریکا و هجوم «جبهه متحد اسلامی برای نجات افغانستان» (ائتلاف شمال)، منجر به عقب‌نشینی شدند. پس از سقوط روستاهای اطراف و بمباران شدید، طالبان و نیروهای القاعده از شهر عقب‌نشینی کردند. چند صد مبارز طرفدار طالبان کشته شدند. حدود ۵۰۰ نفر اسیر و بیش از ۱۰۰۰ نفر ترک وظیفه کردند. تصرف مزار شریف اولین شکست بزرگ طالبان بود.